# Erbach (Hesja)
Erbach – miasto powiatowe w Niemczech, w kraju związkowym Hesja, w rejencji Darmstadt, siedziba powiatu Odenwaldkreis.

## Geografia
Miasto położone jest na wysokości od 200 do 560 m n.p.m. w dolinie rzeki Mümling. Od północy sąsiaduje z Michelstadt, na wschodzie z Kirchzell, na południu z Hesseneck, a na zachodzie z Mossautal. W roku 2007 zostało przeprowadzone referendum, w którym ludność opowiedziała się przeciwko połączeniu z Michelstadt w roku 2009. Od reformy samorządowej z roku 1972 jest miastem powiatowym złożonym z jedenastu dzielnic.
| Dzielnica       | Powierzchnia | Ludność |  |
| --------------- | ------------ | ------- |  |
| Bullau          | 9,98 km²     | 410     |  |
| Dorf-Erbach     | 4,08 km²     | 1610    |  |
| Ebersberg       | 3,59 km²     | 250     |  |
| Elsbach         | 3,01 km²     | 120     |  |
| Erbach          | 10,89 km²    | 8410    |  |
| Erlenbach       | 4,28 km²     | 900     |  |
| Ernsbach-Erbuch | 9,08 km²     | 240     |  |
| Günterfürst     | 4,08 km²     | 760     |  |
| Haisterbach     | 5,88 km²     | 420     |  |
| Lauerbach       | 2,27 km²     | 400     |  |
| Schönnen        | 5,53 km²     | 320     |  |

## Współpraca
Miejscowości partnerskie:
- Ansião, Portugalia
- Jiczyn, Czechy
- Königsee, Turyngia
- Le Pont-de-Beauvoisin, Francja